# Scenopinus brevicornis
Scenopinus brevicornis är en tvåvingeart som beskrevs av Friedrich Hermann Loew 1873. Scenopinus brevicornis ingår i släktet Scenopinus och familjen fönsterflugor. Inga underarter finns listade i Catalogue of Life.